# Hugo von Tuszien

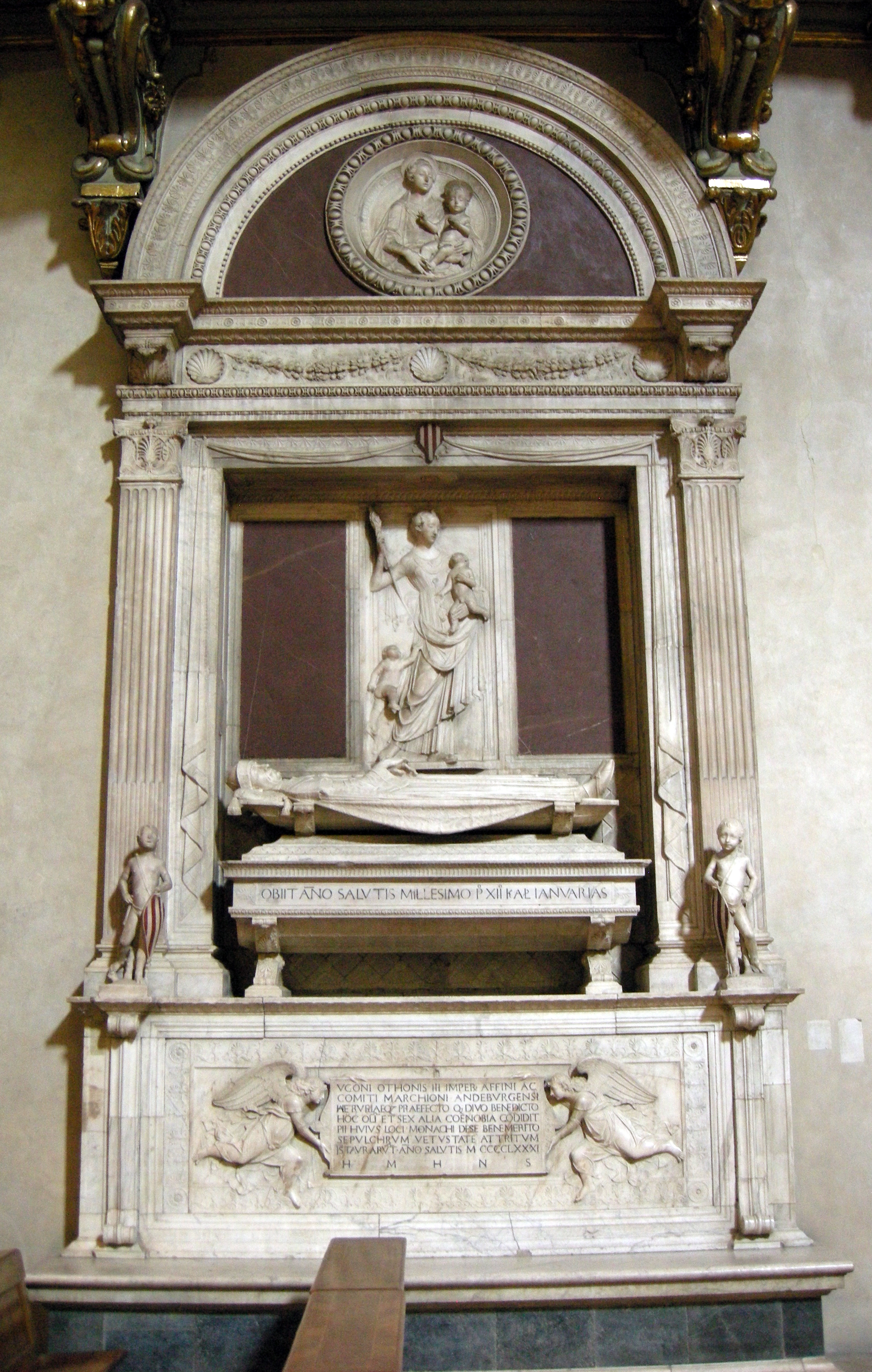
Mino da Fiesole: Renaissance-Grabmal für Hugo von Tuszien in der von ihm gestifteten Badia Fiorentina

Hugo von Tuszien (* um 945; † 21. Dezember 1001 in Pistoia) war ab 970 Markgraf von Tuszien.
Sein Vater Hubert war ein illegitimer Sohn König Hugos von Italien. Hugos Mutter Willa war die Tochter des Markgrafen Bonifatius von Camerino. Hugo war ein treuer Anhänger Ottos III. gewesen. Otto hatte Hugo ein Grundstück in Ingelheim geschenkt, damit dieser sich ein Haus bauen konnte für den Besuch der Hoftage. Hugo ist zweimal am Hof nördlich der Alpen nachweisbar. Im Herbst 994 erschien Markgraf Hugo auf einem Hoftag in Sohlingen. Im Auftrag Ottos führte er einen Feldzug gegen Capua durch. Außerdem unterstützte er Otto beim Versuch das Papsttum vom stadtrömischen Adel zu befreien. 
Nach Petrus Damiani und der Chronik von Monte Cassino soll Hugo fünf bzw. sechs Klöster gegründet haben. Die Identifizierung der Klostergründungen ist schwierig. In der Forschung ist jedoch gesichert, dass Hugo zusammen mit seiner Mutter Anteil an zahlreichen Klostergründungen hatte. Im 9. Jahrhundert sind für Tuszien keine Gründungen belegt. Von 978 bis 1010 sind jedoch zehn neue monastische Gemeinschaften entstanden. Für sein Seelenheil vermachte er San Michele di Marturi eine große Schenkung, die jedoch nur wirksam werde, wenn Hugo kinderlos sterbe.
Hugo starb 1001 ohne Nachkommen. Sein Nachfolger Bonifatius von Tuszien verhinderte jedoch die Realisierung der Schenkung. 1014 konnte nur ein Teil der Schenkung verwirklicht werden.
Hugos Tod soll Otto, der den Rat mächtiger Freunde leicht als lästig empfand, als eine Befreiung empfunden haben. Die Geistlichkeit hingegen rühmte ihn wegen seiner Klostergründungen als vorbildlichen Fürsten.
Dante erwähnt ihn dreihundert Jahre nach seinem Tod in der Göttlichen Komödie als gran barone (Paradiso XVI 127ff).